# Wakhan-korridoren
37°N 73°Ø / 37°N 73°Ø
Wakhan-korridoren (eller Vakhan-korridoren) er en lang og smal landkorridor som udgør Afghanistans østligste yderpunkt i Pamirbjergene. Den er omtrent 210 km lang og mellem 20 og 60 km bred. Den er opkaldt efter Wakhan-regionen i den afghanske provins Badakhshan. Oprettelsen af korridoren, som forbinder Afghanistan med Kina i øst og skiller Tadsjikistan i nord fra Pakistan i syd, var et politisk resultat af The Great Game. Den anglo-russiske grænsekommission af 1895-1896 afgrænsede området som en bufferzone mellem Britisk Indien og det russiske Central-Asien. Wakhan-korridoren var en gang en del af Silkevejen, og har været lukket for grænsetrafik i næsten 100 år på grund af politiske årsager.
I dag er korridoren tyndt befolket med 10.600 wakhibønder og kirgisiske gedeavlere. Korridoren er blandt Afghanistans mest fredelige områder og har i stor grad undgået krigene som har hærget landet siden 1979. Det er Afghanistans vigtigste habitat for sneleoparder.

## Geografi
Pamirfloden som løber ud fra søen Zorkul danner korridorens nordlige grænse. Wakhanfloden passerer gennem korridoren fra øst til Kala-i-Panj, og løber derefter sammen med Pamirfloden og danner Pjandzj. 
Mod syd grænser Wakhan-korridoren til de høje bjerge i Hindu Kush, og krydses af bjergpassene Broghol, Irshad og Dilisang-passet, hvor sidstnævnte ikke længere er i brug og fører til Pakistan. I øst går Wakhjir-passet gennem Hindu Kush i en højde på 4 923 moh, et af de højeste i verden. Wakhjir-passet har den største officielle variation i antal tidszoner (UTC+4:30 i Afghanistan til UTC+8 i Kina). Grænsen til Kina er blandt de højest liggende internationale grænser i verden. Der er dog ingen vej til at krydse den.
Ifølge en artikel af Townsend (2005) «er bjergovergangen lukket i mindst fem måneder om året og uregelmæssig åben resten af året.»

## Befolkning
Korridoren er tyndt befolket, med en samlet befolkning anslået til omkring 10 600. I lighed med 1980 og den sovjetiske invasion af Afghanistan består befolkningen i dag næsten kun af det hårdføre wakhi-folket.  
Frem til da var de nordøstlige dele af korridoren hjem for ca. 3-5 000 etniske kirgisere. Efter den sovjetiske invasion var der en kirgisisk masseflugt fra korridoren til Pakistan, under ledelse af kirgisernes stammehøvding. I Pakistan fremlagde flygtningene krav om 5.000 visum fra USAs konsulat i Peshawar så de kunne omplaceres til det ubeboede Alaska (en region som har samme klima og temperaturer som i Wakhan-korridoren). Deres ønske blev afvist. I mellemtiden tog de varme og uhygiejniske forhold livet af kirgisiske flygtninge i et stadig mere urovækkende tempo. Tyrkiet, som da var et militærregime styret af general Kenan Evren, blandede sig og lod hele gruppen af flygtninge bosætte sig i regionen omkring Vansøen i Tyrkiet i 1982. Landsbyen Ulupimar i Erciş ved Vansøen blev givet til disse, og omkring  2.000 af dem bor fortsat der. Dokumentarfilmen 37 Uses for a Dead Sheep – the story of the Pamir Kirghiz er baseret på  disse kirgiseres liv  i deres nye hjem. 
Ifølge en rapport fra FNs miljøprogram og organisationen for ernæring og landbrug udgivet i 2003 lider den tilbageværende befolkningen i Wakhan af fattigdom, dårligt helbred,  usikre fødevareforsyninger, opiumsafhængighed og mangel på uddannelse.

## Strategisk betydning
Afghanistan har ved flere anledninger bedt Kina om at åbne grænsen i Wakhan-korridoren som en alternativ forsyningsrute for at bekæmpe Taliban-oprøret, men dette har Kina afvist hovedsagelig på grund af uro i sin vestligste provins Xinjiang som grænser til korridoren.

## Turisme
I de senere år er Wakhan-korridoren blevet en destination for eventyrlystne trekkere, og flere rejseselskaber tilbyder ture til området. Mountain Unity er en socialt organisation der arbejder for at fremme økonomisk udvikling i området . BBC-korrespondenten John Simpson har anbefalet området som et sted hvor man kan holde en flot og relativt tryg ferie.